# Veronica bombycina
Veronica bombycina är en grobladsväxtart. Veronica bombycina ingår i släktet veronikor, och familjen grobladsväxter.

## Underarter
Arten delas in i följande underarter:
- V. b. bolkardaghensis
- V. b. bombycina